# Pop folk
La pop folk, ou folk-pop, est un genre musical mêlant éléments de folk et pop à différents niveaux. La musique mêle tempo lent, son acoustique et influences pop.

## Histoire
La pop folk a des valeurs de production d'enregistrement créant un style qui se démarque et séduit un public de masse, et conduit ainsi à un succès commercial mesuré par des ventes de disques élevées, en particulier comme l'illustrent les disques à succès atteignant le Top 40 de la radio AM aux États-Unis. La pop folk se développe pendant le boom de la musique folk et du folk rock des années 1960. 
Parmi les exemples clés d'artistes pop folk figurent The Kingston Trio et Peter, Paul and Mary avec des contrats avec de grandes maisons de disques (Capitol Records et Warner Bros Records, respectivement). Les artistes à succès commercial contrastaient avec des artistes de musique folk plus politiquement chargés et intransigeants dans la fin des années 1960 et début des années 1970 tels que Joan Baez, Barbara Dane, Odetta, Phil Ochs, Nina Simone, The Weavers, Simon and Garfunkel, Joni Mitchell, Donovan, Cat Stevens, Peter, Paul and Mary, Burl Ives, Buffy Sainte-Marie, Chad Mitchell, Sonny and Cher et Bob Dylan. Dans les dernières décennies, on retrouve Tracy Chapman ou Ani DiFranco.
La pop folk se retrouve dans de nombreuses régions du monde.